# Eugène Ruchonnet
Pour les articles homonymes, voir Ruchonnet.
Eugène Francois Ruchonnet, né le 29 août 1877 à Lausanne-Ouchy (Suisse) et mort le 15 janvier 1912 à La Vidamée, commune de Courteuil près de Senlis (Oise) était un aviateur suisse.